# Enya

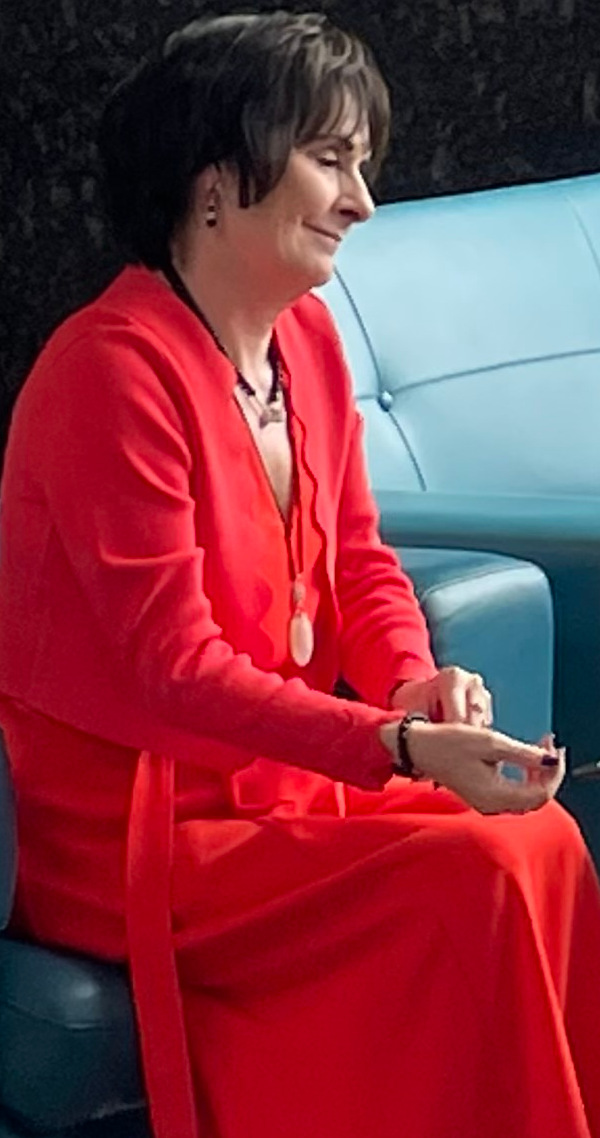
Enya (2022)

Enya (* 17. Mai 1961 als Eithne Pádraigín Ní Bhraonáin, anglisiert Enya Patricia Brennan, in Gaoth Dobhair) ist eine irische New-Age-Musikerin, Sängerin und Songwriterin. Der internationale Durchbruch gelang ihr 1988 mit Orinoco Flow. Ihr Song Only Time wurde weltweit durch die Terroranschläge am 11. September 2001 bekannt, als er für einen Zusammenschnitt von Videos des Attentats verwendet wurde.

## Privatleben
Enya kam 1961 in Gweedore als das sechste von neun Kindern einer Künstlerfamilie zur Welt. Die Schreibweise Enya beruht auf der Anglisierung des verbreiteten irischen Vornamens Eithne, der „kleines Feuer“ bedeutet. Mit ihren vier Schwestern, darunter die Sängerin, Harfenistin und Songwriterin Moya (* 1952), und vier Brüdern, darunter der Sänger und Musikproduzent Pól (* 1956), wuchs sie im County Donegal auf, in dem verbreitet Irisch gesprochen wird.
Ihr Vater Leo Brennan (1926–2016) war Frontmann der irischen Slieve Foy Band und Betreiber des Restaurants und Pubs Leo’s Tavern in Meenaleck. Ihre Mutter Maire Brennan hat spanische Wurzeln und war in der Band ihres Vaters ebenfalls als Musikerin tätig. Ihr Großvater mütterlicherseits war der Eigentümer des Gweedore Theatre, des Stadttheaters ihrer Heimatstadt.
Ab 1982 lebte Enya mit dem Musikproduzenten Nicky Ryan und seiner Frau Roma in einem Haus in Artane nördlich von Dublin. 1997 kaufte sie für 3.450.000 US-Dollar das neugotische Schloss Ayesha Castle im County Dún Laoghaire-Rathdown und benannte es nach dem gleichnamigen Schloss aus ihrem Lieblingsfilm Rebecca in Manderley Castle um.

## Musikalische Karriere

### 1972–1982
Im Alter von elf Jahren begann Enya gemeinsam mit ihren vier Schwestern in einem Kloster Klavier zu spielen, hauptsächlich klassische Musik. Bis zu ihrem 17. Lebensjahr besuchte sie eine von Loretoschwestern betriebene katholische Schule in Milford. 1980, nach dem Ende ihren schulischen Ausbildung, trat sie auf eigenen Wunsch ihrer Familienband Clannad bei. 1982 verließ sie die Band gemeinsam mit Nicky Ryan, dem damaligen Produzenten.

### 1982–1997
Nach dem Verlassen der Familienband startete Enya Mitte der 1980er Jahre eine Solokarriere. Die Texte für ihre Songs wurden von Roma Ryan geschrieben, für die Produktion ist deren Mann Nicky Ryan verantwortlich. 1983 erhielt sie von Mike Oldfield die Anfrage, bei seinem Duett Moonlight Shadow den gesanglichen Part zu übernehmen, was Enya allerdings ablehnte und die schottische Sängerin Maggie Reilly letztlich besetzt wurde. 1986 veröffentlichte sie ihr Debütalbum Enya, das Platz 69 in den UK-Charts erreichte. Das Album war der Soundtrack zur BBC-Serie The Celts. 1987 wurde das Album für den japanischen Musikmarkt neu unter dem Titel The Celts aufgelegt. Während das Album im restlichen Teil der Welt zunächst noch als Enya vertrieben wurde, erfolgte 1992 eine weltweite Neuauflage als The Celts.
Im September 1988 erschien die Lead-Single Orinoco Flow, mit der ihr der internationale Durchbruch gelang. Im Oktober 1988 kam das dazugehörige Album Watermark heraus, das weltweit ein großer Erfolg wurde und sich über vier Millionen Mal verkaufte. Enya promotete das Album mit Interviews und Fernsehauftritten, wie u. a. bei der britischen Musikshow Top of the Pops. Ihre dritte im Jahr 1989 erschienene Singleauskopplung Storms in Africa diente 1990 als Soundtrack von Peter Weirs Tragikomödie Green Card – Schein-Ehe mit Hindernissen mit Gérard Depardieu in der Hauptrolle.
1988 begann sie mit der Aufnahme ihres dritten Studioalbums. Im Oktober 1991 wurde daraus die Lead-Single Caribbean Blue veröffentlicht. Ende des Monats erschien das Album unter dem Titel Shepherd Moons. Es verkaufte sich weltweit über 13 Millionen Mal. Als Singles folgten How Can I Keep from Singing, Book of Days und Marble Halls.
Enyas viertes Studioalbum The Memory of Trees wurde im November 1995 veröffentlicht. Anywhere Is, die erste Single des Albums, sang sie beim Weihnachtskonzert im Dezember 1995 vor dem Papst Johannes Paul II. im Vatikan. Im November 1996 folgte mit On My Way Home die zweite und letzte Single. 1997 veröffentlichte sie ihr erstes Greatest-Hits-Album Paint the Sky with Stars. Im selben Jahr erschien mit Only If... die erste Singleauskopplung, die sie im Rahmen der ARD-Sendung Die José Carreras Gala 1997 präsentierte.

### 1998–2007
1998 begann Enya mit den Arbeiten an ihrem fünften Studioalbum. Es wurde unter dem Titel A Day Without Rain im November 2000 veröffentlicht. Die Single Only Time, die im Spielfilm Sweet November zur musikalischen Untermalung einer Schlüsselszene verwendet wird, war zunächst wenig erfolgreich.
International bekannt wurde der Titel durch die Terroranschläge am 11. September 2001, als er bei der Fernsehübertragung verwendet wurde. Dadurch erreichte der Song die Top 10 der US-Billboard-Charts, während das Album ebenfalls wieder in die Charts einstieg und bis auf Platz zwei kletterte. Auch in Deutschland löste das eine erneute Nachfrage nach dem Stück aus, so dass Only Time einen Wiedereinstieg auf Platz eins der deutschen Singlecharts schaffte.
Wenige Wochen später belegte auch das Studioalbum A Day Without Rain die Spitze der Hitparade. Enya erhielt 2001 den Echo für die erfolgreichste internationale Single auf dem deutschen Markt und eine weitere Nominierung für das erfolgreichste Album. Die Einnahmen durch das Lied spendete Enya den Hinterbliebenen der Anschlagsopfer und den New Yorker Feuerwehrleuten.
Im Januar 2002 veröffentlichte sie May It Be, das Titellied des ersten Teils der Filmreihe Der Herr der Ringe. Während die Single in Großbritannien knapp die Top 50 erreichte, setzte sich ihre neue Popularität in Deutschland fort: May It Be stieg direkt auf Platz 1 der deutschen Singlecharts ein. Das Stück wurde auch für einen Oscar nominiert. 2005 veröffentlichte Enya ihr Album Amarantine, auf dem zum ersten Mal die von Roma Ryan entwickelte Sprache Loxian zum Einsatz kam. Am 21. Januar 2006 präsentierte sie in Karlsruhe in der ARD-Samstagabendshow Verstehen Sie Spaß? ihre gleichnamige Single Amarantine und sang damit erstmals im deutschen Fernsehen.

### Seit 2008
2008 erschien ihr siebtes Studioalbum und erstes Weihnachtsalbum And Winter Came…. Im Januar 2009 trat Enya in Salzburg in der ZDF-Sendung Willkommen bei Carmen Nebel mit dem darauf enthaltenden Titel My! My! Time Flies! auf. Im November 2009 folgte The Very Best of, eine Kompilation ihrer bis zu diesem Zeitpunkt erschienenen größten Erfolge.
2012 begann Enya mit den Arbeiten an ihrem achten Studioalbum Dark Sky Island. Musikalisch näherte sie sich damit wieder an ihr zweites Album Watermark an. Die Lead-Single Echoes in Rain wurde im Oktober 2015 veröffentlicht; das Album folgte im November des Jahres mit siebenjährigem Abstand zum Vorgänger.
Ihr Lied Only Time stieg 2013 nach der Verwendung im Werbespot The Epic Split für Volvo Trucks 13 Jahre nach seiner Veröffentlichung erneut in die Billboard Hot 100 ein, wo es Platz 43 erreichte.
Im April 2016 sang Enya Echoes in Rain bei der Echoverleihung 2016.

## Trivia
- Das Instrumentalstück Boadicea wurde in zwei Nummer-eins-Hits als Sample prägnant eingesetzt: In Ready or Not von den Fugees (1996) und in I Don’t Wanna Know von Mario Winans featuring P. Diddy und Enya (2004). Boadicea wurde auch für den Titel Secret Love von Magnetic Pulstar verwendet und ist im Soundtrack des Films Schlafwandler zu hören.
- Orinoco Flow aus dem Jahr 1988 wird wegen des Refrains Sail Away und der kreuzfahrttypischen Zeilen Let me sail, let me sail, let the Orinoco flow […] From Bissau to Palau in the shade of Avalon. From Fiji to Tiree and the isles of Ebony. From Peru to Cebu, feel the power of Babylon. From Bali to Cali, far beneath the Coral Sea als Schiffsauslaufslied der AIDA-Flotte verwendet, das jedoch nach Enyas Maßgabe nur in einer Coverversion verwendet werden darf.[19]
- Die Titel Caribbean Blue[20] und Only Time wurden in der Marvel-Verfilmung Deadpool 2 verwendet. Marvel nutzte die Songs als Kontrast zum Film, denn es sind in beiden Fällen Kampfszenen.[21]

## Diskografie
Studioalben

| Jahr | Titel Musiklabel                                   | Höchstplatzierung, Gesamtwochen, AuszeichnungChartplatzierungen (Jahr, Titel, Musiklabel, Platzierungen, Wochen, Auszeichnungen, Anmerkungen) | Höchstplatzierung, Gesamtwochen, AuszeichnungChartplatzierungen (Jahr, Titel, Musiklabel, Platzierungen, Wochen, Auszeichnungen, Anmerkungen) | Höchstplatzierung, Gesamtwochen, AuszeichnungChartplatzierungen (Jahr, Titel, Musiklabel, Platzierungen, Wochen, Auszeichnungen, Anmerkungen) | Höchstplatzierung, Gesamtwochen, AuszeichnungChartplatzierungen (Jahr, Titel, Musiklabel, Platzierungen, Wochen, Auszeichnungen, Anmerkungen) | Höchstplatzierung, Gesamtwochen, AuszeichnungChartplatzierungen (Jahr, Titel, Musiklabel, Platzierungen, Wochen, Auszeichnungen, Anmerkungen) | Höchstplatzierung, Gesamtwochen, AuszeichnungChartplatzierungen (Jahr, Titel, Musiklabel, Platzierungen, Wochen, Auszeichnungen, Anmerkungen) | Anmerkungen                                                                                    |
| Jahr | Titel Musiklabel                                   | DE | AT | CH | UK | US | IE | Anmerkungen                                                                                    |
| ---- | -------------------------------------------------- | --- | --- | --- | --- | --- | --- | ---------------------------------------------------------------------------------------------- |
| 1986 | Enya auch bekannt als: The Celts BBC Records (WMG) | DE70 Gold · (9 Wo.)DE | — | — | UK10 Platin · (29 Wo.)UK | US— ×2DoppelplatinUS | — | Erstveröffentlichung: 1986 (Enya) Erstveröffentlichung: 1987 (The Celts) Verkäufe: + 8.500.000 |
| 1988 | Watermark WEA Records (WMG)                        | DE6 Platin · (18 Wo.)DE | AT15 (8 Wo.)AT | CH1 Platin · (17 Wo.)CH | UK5 ×4Vierfachplatin · (99 Wo.)UK | US25 ×4Vierfachplatin · (39 Wo.)US | — | Erstveröffentlichung: 19. September 1988 Verkäufe: + 8.220.000                                 |
| 1991 | Shepherd Moons WEA Records (WMG)                   | DE21 Gold · (21 Wo.)DE | AT31 (12 Wo.)AT | CH13 Gold · (14 Wo.)CH | UK1 ×4Vierfachplatin · (110 Wo.)UK | US17 ×5Fünffachplatin · (238 Wo.)US | IE— PlatinIE | Erstveröffentlichung: 31. Oktober 1991 Verkäufe: + 13.000.000                                  |
| 1995 | The Memory of Trees WEA Records (WMG)              | DE4 Gold · (36 Wo.)DE | AT3 Platin · (16 Wo.)AT | CH3 (24 Wo.)CH | UK5 ×2Doppelplatin · (31 Wo.)UK | US9 ×3Dreifachplatin · (66 Wo.)US | — | Erstveröffentlichung: 17. November 1995 Verkäufe: + 6.350.000                                  |
| 2000 | A Day Without Rain WEA Records (WMG)               | DE1 ×3Dreifachplatin · (65 Wo.)DE | AT1 Platin · (51 Wo.)AT | CH2 ×2Doppelplatin · (55 Wo.)CH | UK6 ×2Doppelplatin · (21 Wo.)UK | US2 ×7Siebenfachplatin · (103 Wo.)US | IE7 (28 Wo.)IE | Erstveröffentlichung: 11. November 2000 Verkäufe: + 16.000.000                                 |
| 2005 | Amarantine Warner Music (WMG)                      | DE3 ×2Doppelplatin · (30 Wo.)DE | AT4 (26 Wo.)AT | CH3 ×2Doppelplatin · (29 Wo.)CH | UK8 Platin (Reprise) + Silber (Warner Records) · (18 Wo.)UK                                                                                   | US6 Platin · (33 Wo.)US | IE15 ×2Doppelplatin · (15 Wo.)IE | Erstveröffentlichung: 18. November 2005 Verkäufe: + 3.095.000                                  |
| 2008 | And Winter Came… Warner Music (WMG)                | DE3 ×3Dreifachgold · (21 Wo.)DE | AT6 Gold · (17 Wo.)AT | CH3 Platin · (19 Wo.)CH | UK6 Gold · (14 Wo.)UK | US8 Gold · (29 Wo.)US | IE13 Platin · (14 Wo.)IE | Erstveröffentlichung: 7. November 2008 Verkäufe: + 2.023.000                                   |
| 2015 | Dark Sky Island Warner Music (WMG)                 | DE3 Gold · (23 Wo.)DE | AT6 (12 Wo.)AT | CH2 Gold · (21 Wo.)CH | UK4 Gold · (19 Wo.)UK | US8 (9 Wo.)US | IE7 (10 Wo.)IE | Erstveröffentlichung: 20. November 2015 Verkäufe: + 903.000                                    |

grau schraffiert: keine Chartdaten aus diesem Jahr verfügbar

## Auszeichnungen
- 1992: Grammy Award für das Album Shepherd Moons in der Kategorie „Best New Age Album“
- 1996: Grammy Award für das Album The Memory of Trees in der Kategorie „Best New Age Album“
- 1997: Der Asteroid (6433) Enya wurde nach ihr benannt.
- 2002: Grammy Award für das Album A Day Without Rain in der Kategorie „Best New Age Album“
- 2002: Echo für Only Time
- 2006: World Music Award in der Kategorie World’s Best-Selling Irish Act
- 2007: Grammy Award für das Album Amarantine in der Kategorie Best New Age Album
- 2007: Ehrendoktorwürde („Doctor of Letters“) der National University of Galway[26]
- 2007: Ehrendoktorwürde („Doctor of Letters“) der University of Ulster[27]